# 趙秉樞

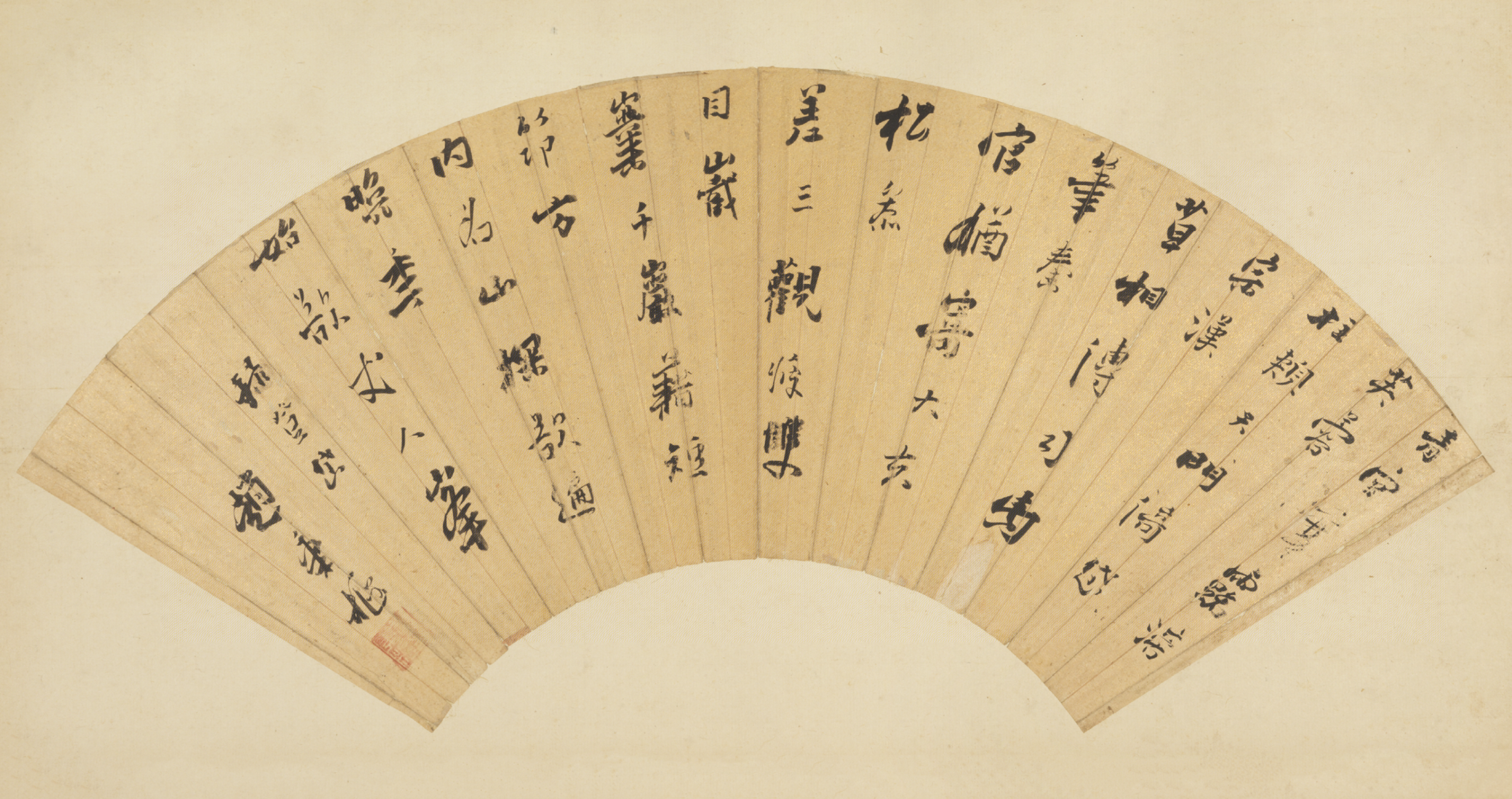
赵秉枢草书诗扇面（北京故宫博物院藏）

趙秉樞（1601年—？），號芥須，山東東昌府臨清州人，明末清初政治人物。

## 生平
萬曆四十三年（1615年）乙卯科山東鄉試第二十九名舉人，崇禎七年（1634年）中式甲戌科會試第八十一名，三甲第十三名進士。禮部觀政，授徽州府推官，八年（1635年）革職。
弘光元年（1645年）唐王朱聿鍵監國時任福建按察司副使、兵備延平，隆武二年（清順治三年，1646年）降清，授延平府知府，順治七年（1650年）四月升長蘆鹽運使，屏絕陋規四萬餘兩，被御史楊義論劾罷歸。在家闭门著书，尤善于阴阳历数之学。设立咸恒书院，与诸生讲学其中，一时间游学其門下之人甚众。为他们建屋、买衣服，去世之时，几乎无钱殓葬。刊刻有《名文罡》、《集說配覽》行世。

## 家族
曾祖趙存，序班、鄉飲大賓；祖父趙震經，經歷、鄉飲大賓；父趙時雍，歲貢、訓導。弟趙秉衡，天啟五年進士。